# Frieda Bohnsach
Frieda Bohnsach, auch Frida Bohnsach (um 1870 in Schwerin – nach 1902) war eine deutsche Opernsängerin und Theaterschauspielerin.

## Leben
Bohnsach war ab Anfang der 1890er Jahre bühnentätig. Sie wirkte zuerst als Opern- und Operettensängerin und trat sodann zum Schauspiel über, wo sie das Fach der ersten Liebhaberin vertrat. Sie wirkte von 1891 bis 1892 in Naumburg, von 1893 bis 1894 Stralsund, 1895 bis 1896 Halle, sodann ein Jahr in Magdeburg und trat 1897 in den Verband des Hoftheaters in Strelitz, wo sie bis 1902 ausschließlich als Schauspielerin tätig war und sowohl in der Klassik wie im modernen Stück („Amalie“, „Nora“, „Gisa Holm“ in „Flachsmann“ etc.) ihre künstlerischen Eigenschaften ins beste Licht rückte. Unterstützt von einer vorteilhaften, schlanken Erscheinung und einem trefflich ausgeglichenen Organ, eignete sie sich namentlich für das Fach der Salondamen.